# Mathias Kolle
Mathias Kolle ist ein deutscher Physiker im Fachgebiet der bioinspirierten Optik, Optoelektronik und Materialwissenschaft und Leiter des Laboratory for Biologically Inspired Photonic Engineering am Massachusetts Institute of Technology (MIT). Aktuell hat er die Rockwell Career Development Professorship Professur inne und ist Associate Professor in der Abteilung für mechanisches Ingenieurwesen (MECHE) am MIT.

## Leben
Kolle schloss das Abitur am Goethe-Gymnasium in Gera im Jahr 2000 als bester Schüler seines Jahrgangs und mit Auszeichnung der Goethe-Medaille ab. Im Anschluss schloss er sein trinationales Physikstudium mit dem Bachelor of Science und seinen Master of Science mit Auszeichnung an der Universität des Saarlandes in Saarbrücken ab. Hierbei studierte Kolle auch an der Université Henri Poincaré in Nancy und an der Universität Luxemburg in Luxemburg. Nach dem Studium wechselte Kolle 2006 an die University of Cambridge in Cambridge, wo er unter Prof. Dr. Ullrich Steiner 2010 zum Thema "Photonic structures inspired by nature" promoviert wurde. Als Humboldt Postdoctoral Research Fellow forschte Kolle von 2010 bis 2013 an der School of Engineering and Applied Sciences an der Harvard University, bevor er im Jahr 2013 als Associate Professor an das Massachusetts Institute of Technology in Massachusetts berufen wurde.

## Lehre
Kolle hält am MIT neben Seminaren die Grundlagenvorlesung zum Thema Messtechnik (Measurement and Instrumentation).

## Mitgliedschaften und Gutachtertätigkeit
Kolle arbeitet als Peer-Reviewer für namhafte Fachzeitschriften wie Science, Nature Scientific Reports, Proceedings of the National Academy of Sciences, Optics Express, Optics Letters, Advanced Materials, Advanced Optical Materials, Bioinspiration & Biomimetics, Journal of Vacuum Science and Technology, NanoPhotonics, Advanced Functional Materials, Journal of the Royal Society Interface und Physical Review.
Er ist zudem seit 2016 Organisator und somit Mitglied des International Scientific Committee for the Living Light Conference.
Kolle ist Mitglied bei verschiedenen wissenschaftlichen Vereinigungen, unter anderem in der Materials Research Society, der International Society for Optics and Photonics SPIE, der American Physical Society, der Optical Society of America und der Deutschen Physikalischen Gesellschaft.

## Auszeichnungen und Stipendien
Kolle hat im Laufe seiner Karriere zahlreiche Auszeichnungen und Stipendien erhalten.
- Stipendium der Deutsch-Französische Hochschule (2003, 2005)
- IOP Posterpreis auf der Konferenz “Liquids and Complex Fluids” in Cambridge (2009)
- Stipendium des United Kingdom Engineering & Physical Sciences Research Council (2006–2009)
- Stipendium des Cambridge Isaac Newton Trust (2006–2009)
- Stipendium des DAAD (2006–2009)
- Stipendium EPSRC “PhD Plus” der Cambridge University
- Dissertationspreis der Deutschen Physikalischen Gesellschaft (2011)
- Salje Medaille für die beste Dissertation, Clare Hall College, Cambridge (2011)
- Poster award auf der Gordon Research Conference zum Thema Soft Condensed Matter Physics (2013)
- Feodor Lynen-Forschungsstipendium der Alexander-von-Humboldt-Stiftung (2011–2013)
- Best poster award, Frontiers of Bioengineering Symposium, University of Illinois Urbana-Champaign (2014)[2]
- Stepping Strong Innovator Award, Brigham and Women’s Hospital (2018)
- Human Frontier Science Program-Stipendium (2021)[1]

## Werke
Kolle ist (Stand 2021) Autor oder Mitautor von über 40 wissenschaftlichen Artikeln in internationalen Fachzeitschriften. Seine Arbeiten wurden laut Web of Science über 2400 mal zitiert, was zu einem h-Index von 36 führt.
Zu seinen bekanntesten Veröffentlichungen gehören die Artikel "A highly conspicuous mineralized composite photonic architecture in the translucent shell of the blue-rayed limpet" (Nature Communications), "Multifunctionality of Chiton Biomineralized Armor with an Integrated Visual System" (Science), "Bio-inspired band-gap tunable elastic optical multilayer fibres", oder "Structural Color in Animals", die er in Zusammenarbeit mit Forschern wie Joanna Aizenberg oder Eric Mazur veröffentlichte.
Seine Dissertation über “Photonic Structures Inspired by Nature” wurde vom Springer Verlag als Buch veröffentlicht.